# 1678 Hveen
1678 Hveen (1940 YH) là một tiểu hành tinh vành đai chính được phát hiện ngày 28 tháng 12 năm 1940 bởi Vaisala, Y. ở Turku.